# Salomon Olembé
René-Salomon Olembé-Olembé ou Salomon Olembé est un footballeur international camerounais né le 8 décembre 1980 à Yaoundé.

## Biographie
Joueur polyvalent, Salomon Olembe peut aussi bien évoluer arrière latéral gauche que milieu récupérateur. 
Repéré au Tournoi de Montaigu, qu'il remporte en 1995 avec le Cameroun, il fait les beaux jours du FC Nantes grâce à la qualité de ses tacles, de ses relances et de ses sorties en dribbles chaloupés. Il signe à l'Olympique de Marseille en 2002, pour 5,34 M€, où il n'arrive pas à s'imposer. Il est prêté à Leeds United puis au Qatar, à l'Al Rayyan Club. 
Libre de tout contrat en 2007, il s'engage pour un an avec le club anglais de Wigan, contrat qui n'est pas renouvelé. Il décide alors de découvrir un nouveau championnat en signant pour Kayserispor, club turc. Malgré cela, son nouvel entraîneur ne le considère pas comme un titulaire et il doit se contenter de quelques apparitions lors de sa première saison.
International camerounais entre 1997 et 2007, il dispute 64 matchs internationaux et marque 5 buts.
Avec le Cameroun il participe à cinq Coupe d'Afrique des nations. Il prend également part à la Coupe des confédérations 2001 et à deux Coupes du monde, en 1998 et 2002. Lors du mondial 1998 en France il dispute trois matchs : face à l'Autriche, face à l'Italie et face au Chili. Lors du mondial 2002 il joue à nouveau trois matchs : face à l'Irlande, face à l'Arabie saoudite et enfin face à l'Allemagne.

## Statistiques
| Saison      | Club                   | Pays       | Championnat        | Coupes nationales | Coupes d’Europe | Sélection Cameroun |
| ----------- | ---------------------- | ---------- | ------------------ | ----------------- | --------------- | ------------------ |
| 1997 - 1998 | FC Nantes              | France     | 9 matchs           | -                 | 1 match (C3)    | 11 matchs / 1 but  |
| 1998 - 1999 | FC Nantes              | France     | 29 matchs / 1 but  | 3 matchs          | -               | -                  |
| 1999 - 2000 | FC Nantes              | France     | 22 matchs / 2 buts | 3 matchs          | 2 matchs (C3)   | 7 matchs / 1 but   |
| 2000 - 2001 | FC Nantes              | France     | 30 matchs / 4 buts | 7 matchs / 1 but  | 7 matchs (C3)   | 11 matchs          |
| 2001 - 2002 | FC Nantes              | France     | 12 matchs          | 2 matchs          | 6 matchs (C1)   | 1 match            |
| 2001 - 2002 | Olympique de Marseille | France     | 8 matchs           | 1 match           | -               | 14 matchs / 3 buts |
| 2002 - 2003 | Olympique de Marseille | France     | 27 matchs / 1 but  | 4 matchs / 1 but  | -               | 3 matchs           |
| 2003 - 2004 | Olympique de Marseille | France     | 1 match            | -                 | 1 match (C1)    | -                  |
| 2003 - 2004 | Leeds United           | Angleterre | 12 matchs          | 2 matchs          | -               | 1 match            |
| 2004 - 2005 | Olympique de Marseille | France     | 24 matchs          | 1 match           | -               | 4 matchs           |
| 2005 - 2006 | Olympique de Marseille | France     | 1 match            | -                 | 1 match (C3)    | 2 matchs           |
| 2005 - 2006 | Al Rayyan Club         | Qatar      | 14 matchs / 3 buts | -                 | -               | 6 matchs           |
| 2006 - 2007 | Olympique de Marseille | France     | 14 matchs          | 5 matchs          | -               | 4 matchs           |
| 2007 - 2008 | Wigan Athletic         | Angleterre | 8 matchs           | 1 match           | -               | -                  |
| 2008 - 2009 | Kayserispor            | Turquie    | 13 matchs / 1 but  | 4 matchs          | 1 match (C3)    | -                  |
| 2009 - 2010 | Kayserispor            | Turquie    | 5 matchs           | 1 match           | -               | -                  |
| 2009 - 2010 | AEL Larissa            | Grèce      | -                  | -                 | -               | -                  |

Dernière mise à jour le 14 juin 2009

## Palmarès
Salomon Olembe remporte ses premiers trophées sous les couleurs du FC Nantes avec deux Coupes de France en 1999 et 2000 et un Titre de Champion de France en 2001 , un Trophée des champions en 1999. 

Avec l'Olympique de Marseille ensuite, il est Vice-champion de France en 2007.
Pendant son parcours à l'étranger, il remporte la Coupe du Qatar en 2006 avec l'Al Rayyan Club.
Avec l'équipe nationale du Cameroun, il remporte la Coupe d'Afrique des nations à deux reprises en 2000 et 2002 , co-Meilleur Buteur de la CAN 2002 ( 3 Buts ).